# Wulai
Wulai (chiń. upr. 乌来区; chiń. trad. 烏來區; pinyin Wūlái qū; Wade-Giles Wu-lai ch’ü; pe̍h-ōe-jī U-lai-khu) – dzielnica (chiń. 區, qū) miasta wydzielonego Nowe Tajpej na Tajwanie. 
23 czerwca 2009 komitet przy Ministrze Spraw Wewnętrznych Republiki Chińskiej zarekomendował przekształcenie dotychczasowego powiatu Tajpej (chiń. trad. 臺北縣; pinyin Taibei xiàn) w miasto wydzielone; wszystkie gminy wiejskie (chiń. 鄉, xiāng), jak Gongliao, gminy miejskie i miasta wchodzące w skład powiatu zostały przekształcone w dzielnice (chiń. 區, qū). Ustawa weszła w życie 25 grudnia 2010 roku.
Populacja dzielnicy Wulai w 2016 roku liczyła 6212 mieszkańców – 3142 kobiety i 3070 mężczyzn. Liczba gospodarstw domowych wynosiła 1857, co oznacza, że w jednym gospodarstwie zamieszkiwało średnio 3,35 osób.

## Demografia (2010–2016)
| Rok  | Liczba ludności | Gęstość zaludnienia | Kobiety | Mężczyźni | Gospodarstwa domowe |
| ---- | --------------- | ------------------- | ------- | --------- | ------------------- |
| 2010 | 5811            | 18                  | 2873    | 2938      | 1689                |
| 2011 | 5927            | 18                  | 2936    | 2991      | 1748                |
| 2012 | 5975            | 18                  | 2979    | 2996      | 1758                |
| 2013 | 6036            | 18                  | 3037    | 2999      | 1782                |
| 2014 | 6165            | 19                  | 3103    | 3062      | 1792                |
| 2015 | 6187            | 19                  | 3115    | 3072      | 1831                |
| 2016 | 6212            | 19                  | 3142    | 3070      | 1857                |